# Ballads from the Revolution
Ballads from the Revolution is het derde studioalbum van de Amerikaanse punkband Good Riddance. Het werd uitgegeven op 10 februari 1998 door het punklabel Fat Wreck Chords en is tevens het derde album van de band dat werd geproduceerd door Ryan Greene.

## Nummers
1. "Fertile Fields" - 2:08
2. "Sacrifice" - 1:19
3. "State Control" - 1:23
4. "Jeannie" - 2:09
5. "Salt" - 1:49
6. "Choices Made" - 1:16
7. "Not with Him" - 2:10
8. "Understood" - 1:48
9. "Waste" - 1:59
10. "Slowly" - 2:30
11. "Without Anger" - 1:33
12. "Holding On" - 2:12
13. "Eversmile" - 1:10
14. "I Stole Your Love" (cover van  Kiss) - 2:37
15. "Years from Now" - 7:36

## Band
- Russ Rankin - zang
- Luke Pabich - gitaar
- Chuck Platt - basgitaar
- Sean Sellers - drums